# Bloksav
En bloksav er en stor sav beregnet på opsavning af store emner til plader/planker.
Bloksaven er en maskinsav. De blev oprindelig drevet af vandmøllekraft og senere af motorkraft, og der var et enkelt, vandretliggende savblad. I moderne tid kan der også være flere savblade, og de kan også være anbragt lodret.
Savbladet føres frem og tilbage, medens den træstamme, der skal opskæres, bevæges frem imod bladet hvilende på en bevægelig vogn, og dette bevirker at bloksave kun giver plane snitflader. Når snittet er fuldført, trækkes vognen tilbage, og den ramme, som savbladet er indspændt i, sænkes en bræddetykkelse.
Bloksave har fundet anvendelse på skibsværfter helt frem til første halvdel af det 20. århundrede til opsavning af egeplanker til skibssider. De anvendes fortsat på savværker til savning af planker.

## Bloksav til sten
Ved opsavning at sten, anvendes også en sav der kaldes for bloksav, men her bruges en stor rundsav.

## Reference
1. ↑  "– Produktion – Gudnason". Arkiveret fra originalen 2. oktober 2010. Hentet 12. oktober 2009.